# 1961年新加坡羽球錦標賽
1961年新加坡羽球錦標賽，為第30屆新加坡羽毛球錦標賽。本屆賽事於1961年7月8日至7月10日在新加坡羽球館舉行。

## 優勝者
本屆各項目冠亞軍如下：
| 項目     | 冠軍            | 亞軍          |
| -------- | --------------- | ------------- |
| 男子單打 | 穆罕默德·沙達利 | 黃春成        |
| 女子單打 | 林珠英          | 王捷絲        |
| 男子雙打 | 王保林 林世遠   | 林偉鑾 林羅拔 |
| 女子雙打 | 王海倫 魏金玉   | 王潔絲 洪南絲 |
| 混合雙打 | 王保林 王捷絲   | 李波比 洪南絲 |